# Pfarrkirche Weißkirchen in Steiermark

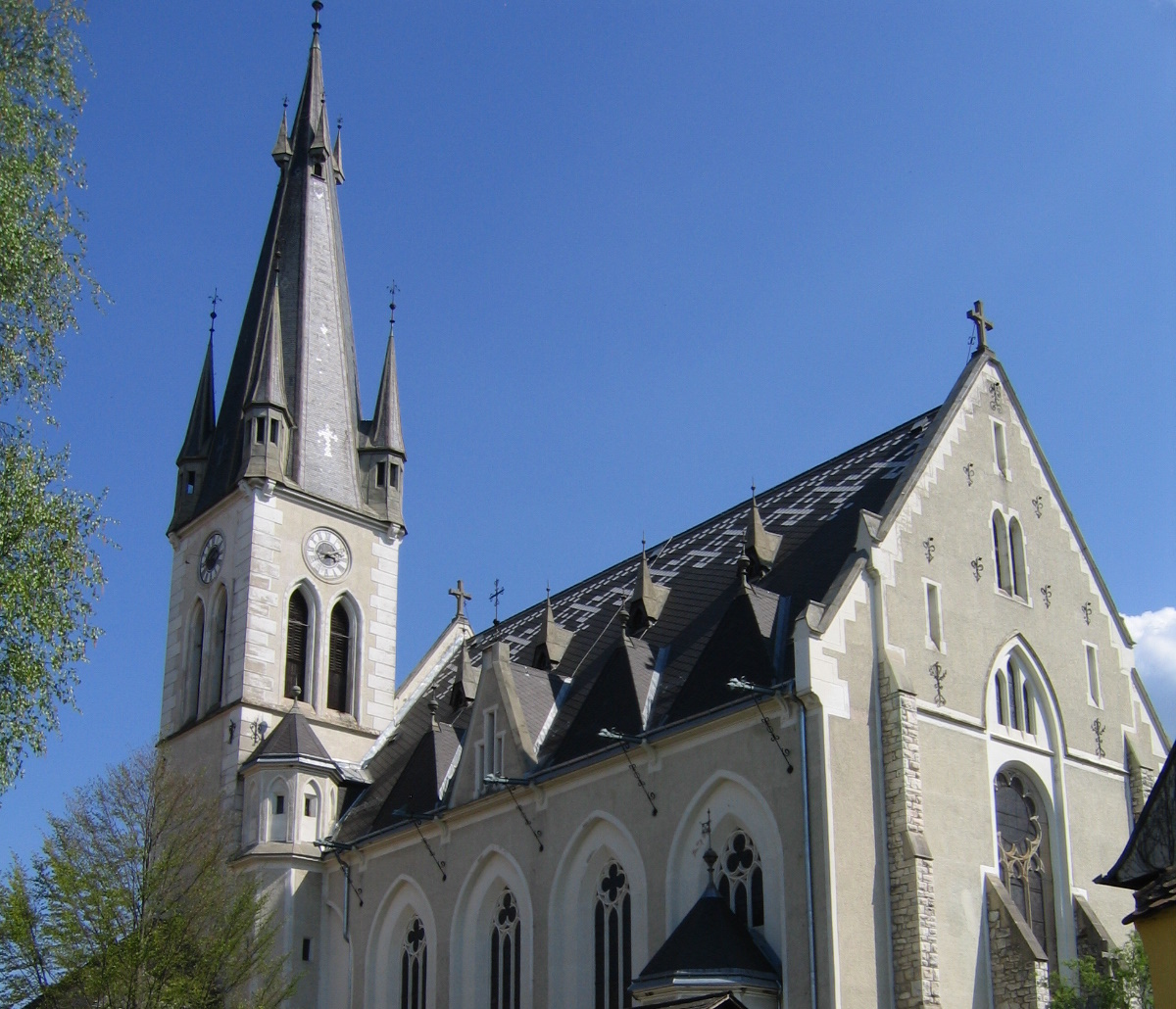
Katholische Pfarrkirche hl. Veit in Weißkirchen

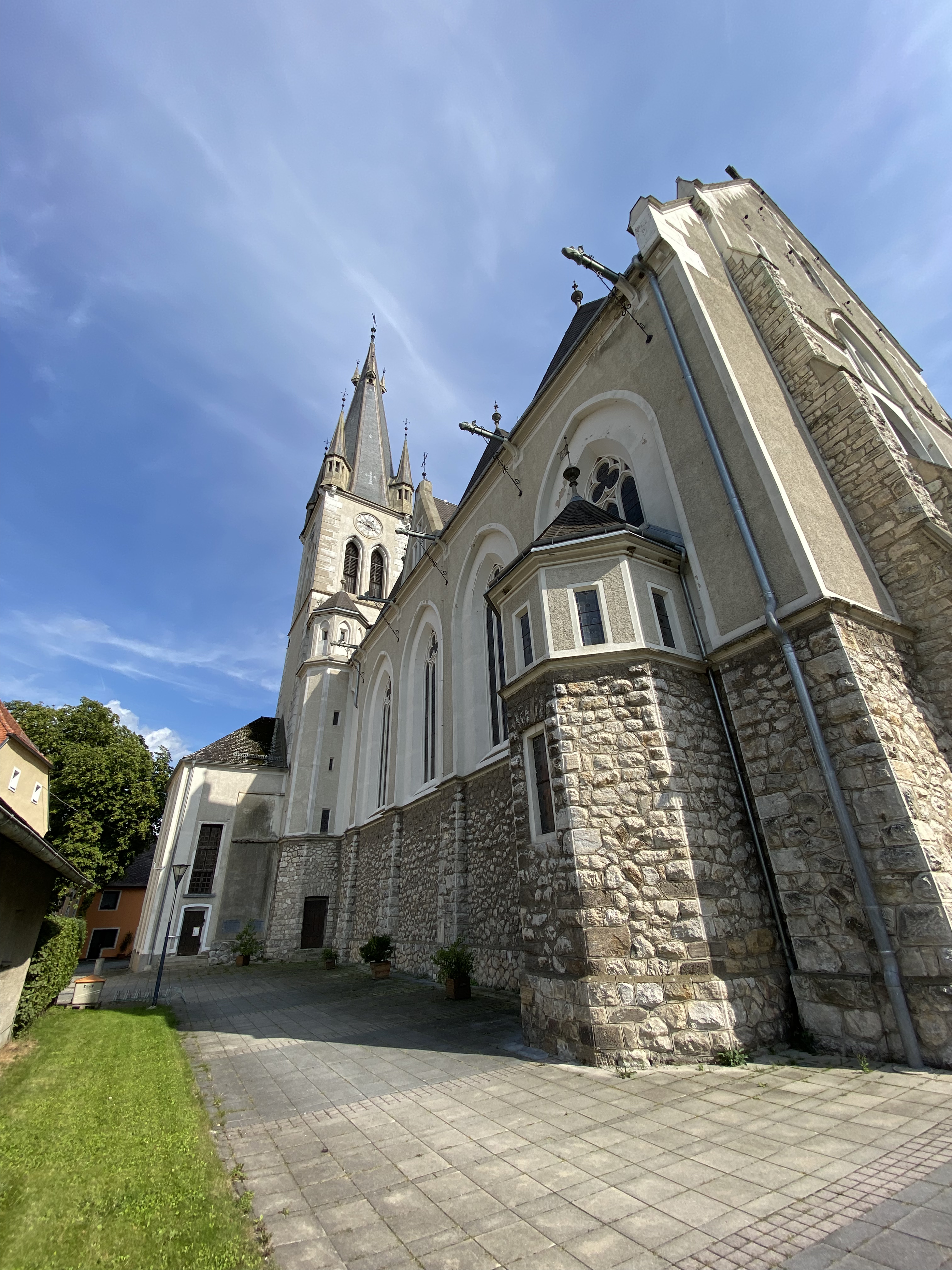

Die Pfarrkirche Weißkirchen in Steiermark steht in der Marktgemeinde Weißkirchen in Steiermark im Bezirk Murtal in der Steiermark. Die auf den Heiligen Veit geweihte römisch-katholische Pfarrkirche gehört zum Seelsorgeraum Obdach in der Region Obersteiermark West der Diözese Graz-Seckau. Die Kirche steht unter Denkmalschutz (Listeneintrag).

## Geschichte
Die Gegend in der fruchtbaren Ebene des Murbodens war schon zur Römerzeit ein altes Siedlungsgebiet. Um 800 kamen die Baiern in dieses Gebiet und siedelten sich zwischen den bereits um 600 niedergelassenen Slawen an.
Um das Jahr 1000 erbaute die Kärntner Herzogsfamilie Eppenstein, die Herren des Murbodens, bereits eine Eigenkirche. Die Kapelle diente vermutlich zunächst als Filialkirche der Pfarre Fohnsdorf. Das Patrozinium des hl. Veit könnte mit der früheren slawischen Besiedelung zusammenhängen.
Schriftlich erstmals erwähnt wird der Ort in einer 1060 bis 1076 ausgestellten Urkunde, in der Herzog Adalbero von Kärnten dem Salzburger Erzbischof Gebhard den Zehent ihrer in der Diözese Salzburg gelegenen Höfe im Tausch gegen Zehente in Kärnten und in der Steiermark, darunter auch der Kirche zu "Wizinchiriche" gibt.
Die kleine Kirche erhielt im 12. Jahrhundert die vollen Pfarrrechte und war, nachdem Herzog Heinrich von Eppenstein als letztes männliches Mitglied seiner Dynastie dem zuvor von seinem Vater gegründetem Hauskloster St. Lambrecht eine großzügige Stiftung vermacht hatte, von 1003 bis 1959 dem Stift St. Lambrecht inkorporiert.
Zur Pfarre Weißkirchen gehören heute noch die Filialkirchen St. Andreas in Baumkirchen und die Bergkirche Maxlan.

## Baugeschichte und Architektur
Von der ersten Eigenkirche der Eppensteiner ist heute nichts mehr vorhanden. Im heutigen neugotischen Bau finden sich im unteren Turmbereich und im östlichen alten Chor noch Teile früherer Bauphasen.

### Romanik und Spätgotik
Von der romanischen Chorturmkirche stammt das zwischen der Sakristei und dem Presbyterium gelegene Turmuntergeschoß. Es bildet zusammen mit dem spätgotischen Chor der in den Jahrzehnten nach 1480 wieder neu aufgebauten Kirche, die heute genannte "Altkirche". Das Marktwappen von 1553 zeigt eben dieses spätgotische Gotteshaus mit seinem von vier Eckzinnen flankierten Spitzturm.

### Spätere Veränderungen
In der zweiten Hälfte des 16. Jahrhunderts wurde die bisher zweischiffige Kirche um ein Seitenschiff nach Süden erweitert. Man ließ aus statischen Gründen die bisherige Südwand stehen und öffnete das Mittelschiff durch ausgebrochene Mauerarkaden zum Südschiff hin. Dieses Erscheinungsbild wurde im 20. Jahrhundert dem wesentlich größeren Neubau geopfert. Brände und Blitzeinschläge machten Veränderungen am Turm notwendig, der im späten 17. Jahrhundert eine barocke Zwiebelkuppel erhielt. Der Brand von 1830 zerstörte den Pfarrhof und die Kirche sehr, die Zwiebelkuppel des Turmes stürzte ein, das Innere der Kirche konnte jedoch gerettet werden.

### Der neugotische Kirchenbau
1897 begann man mit dem Ausbau des nach 1830 mit einem zeltförmigen Notdach versehenen Turmes, der die Höhe des Judenburger Stadtturmes (72 m) erreichen sollte und im selben Jahr fertiggestellt wurde. 1901 wurde der Neubau begonnen, die Kirche wurde bis auf den Turm, Chor und Nebenräume abgebrochen und nach Plänen des Grazer Baumeisters Hans Pascher 1903/04 neugotisch wieder erbaut.
Nördlich am Chor steht der romanische Chorquadratturm mit einem Flachkuppelgewölbe, das neugotische Obergeschoß mit Spitzhelm und Ecktürmen entstand 1897. Östlich am Turm schließt ein spätgotischer zweijochiger Chor mit einem Fünfachtelschluss an, der Chor hat ein Netzrippengewölbe auf kräftigen Halbrunddiensten auf Wandvorlagen. Die vermauerten Chorfenster habe ein Maßwerk, die verglasten Chorfenster sind barock.

## Ausstattung

### Neugotische Pfarrkirche

#### Innenraum
Das Innere der Pfarrkirche wird durch das westliche Hauptportal betreten. Das hohe, fünfjochige Mittelschiff begleiten niedrige Seitenschiffe unter umlaufenden Emporen. Die Dekormalerei an den Gewölberippen wird im stark eingezogenen Chor um eine für den Zeitgeschmack typische, tapetenartige Wand- und sternenzeltartige Gewölbemalerei bereichert. Dazu kommt die aus der Erbauungszeit stammende einheitliche Einrichtung, die farblich mit dem hellen Ockerton der Raumschale und des Fußbodens harmoniert.

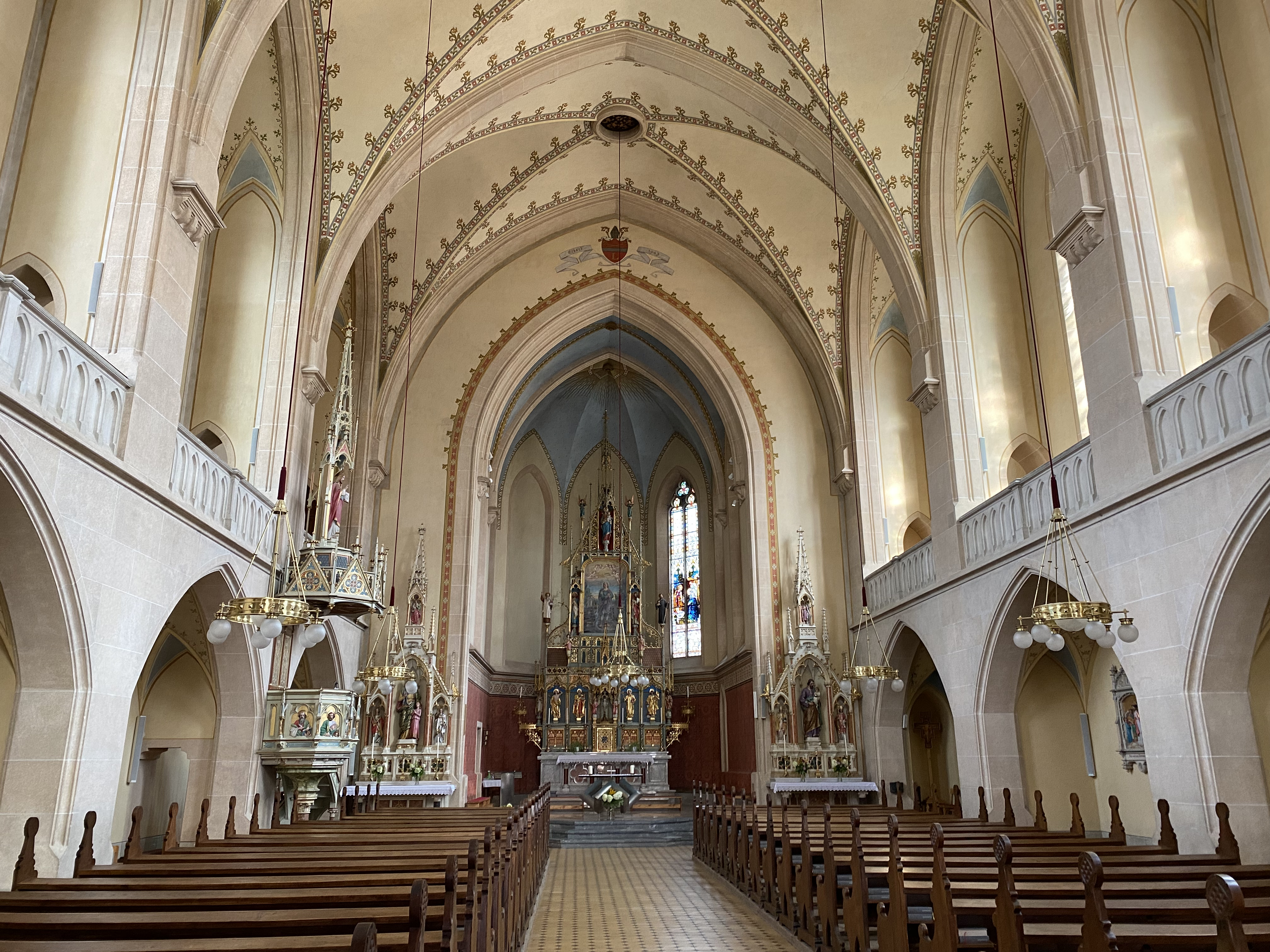
Blick auf das Presbyterium
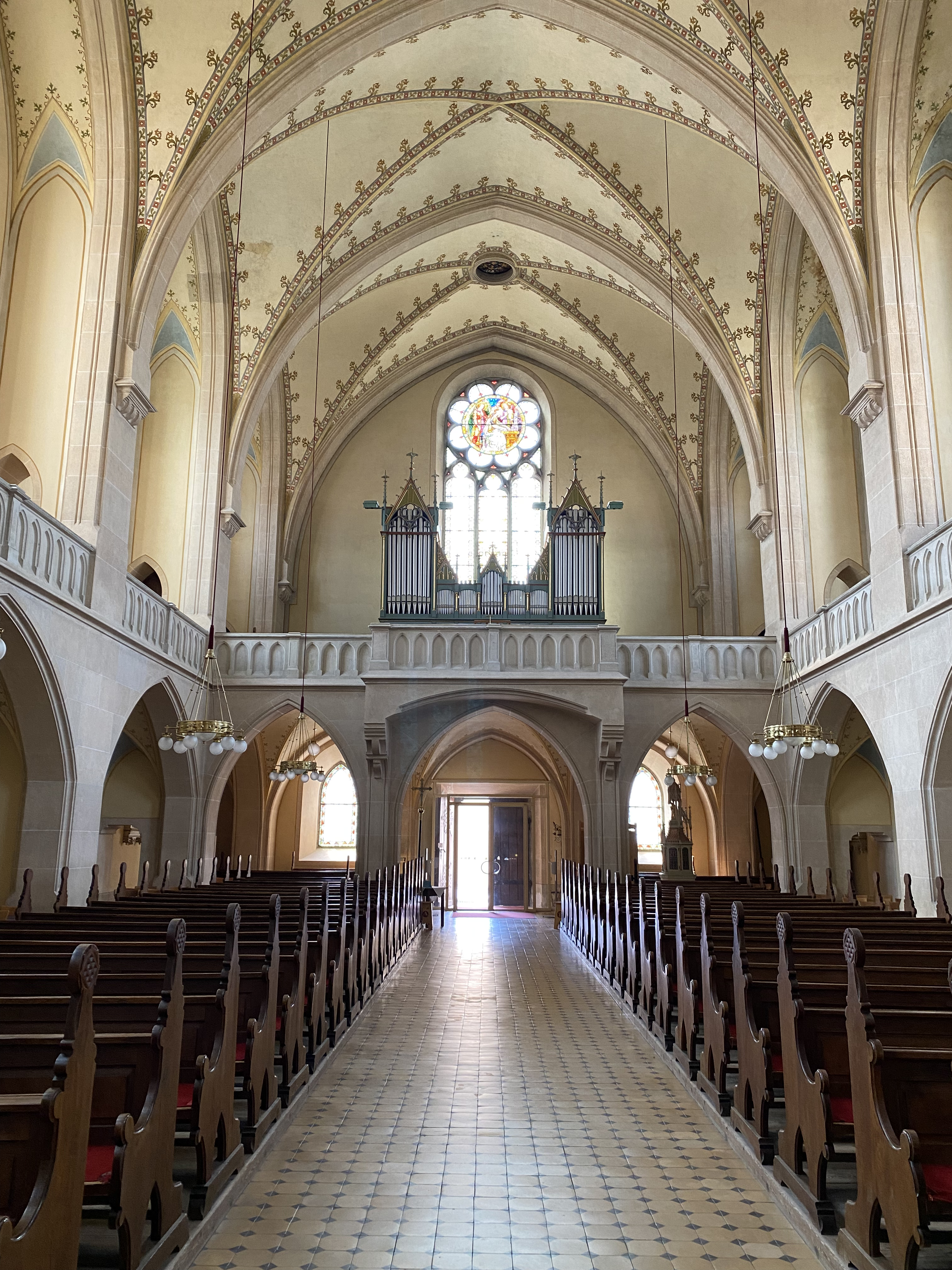
Blick auf die Orgelempore

#### Hochaltar
Der den Raumproportionen des Chores entsprechende und schlanke Hochaltar geht im Aufbau auf einen Entwurf des Kirchenbaumeisters Pascher zurück. In der Predellazone stehen in Nischen zuseiten des Tabernakels vier Skulpturen der hll. Andreas, Wolfgang, Leonhard und Florian. Ganz außen unter fialengeschmückten Baldachinen die Figuren der hll. Bischöfe Blasius und Nikolaus, oben zuseiten des Hauptbildes die hll. Apostelfürsten Petrus und Paulus bzw. außen die hll. Lambert und Benedikt, zuoberst die Muttergottes mit dem Kind. Alle Statuen sind Werke des Bildhauers Peter Neuböck.
Das Altarblatt zeigt den Patron der alten und neuen Pfarrkirche, den hl. Veit. Der Kessel ist eines der typischen Attribute dieses frühchristlichen Märtyrers als Hinweis auf das unversehrt überstandene Bad in siedendem Öl, rechts daneben Hahn und Löwe, oben hält ein Engel Kranz und Märtyrerpalme.

#### Volksaltar
Nach dem Zweiten Vatikanischen Konzil wurde in der Erfordernissen der Liturgiereform eine entsprechende Neugestaltung des Altarraumes mit neuem Volksaltar, Ambo und Sessio vorgenommen. Diese wurden vom Grazer Künstler Kurt Stadler entworfen und 1995 aufgestellt. Die Kreisform und gläserne Mensaplatte des neuen Volksaltares sollen die spirituelle Bedeutung der Mensa betonen. Der aus Edelstahl in Form einer Endlosschleife gestaltete Unterbau soll einerseits die Unendlichkeit, und andererseits durch die Kranzform Christus und König David als Stammvater symbolisieren. Weitere zahlensymbolische Bezüge finden sich zur Heiligsten Dreifaltigkeit und dem Apostolischen Glaubensbekenntnis. Material und Formgebung sind eine Anspielung auf die in der Gegend heimischen Eisenverhüttung.

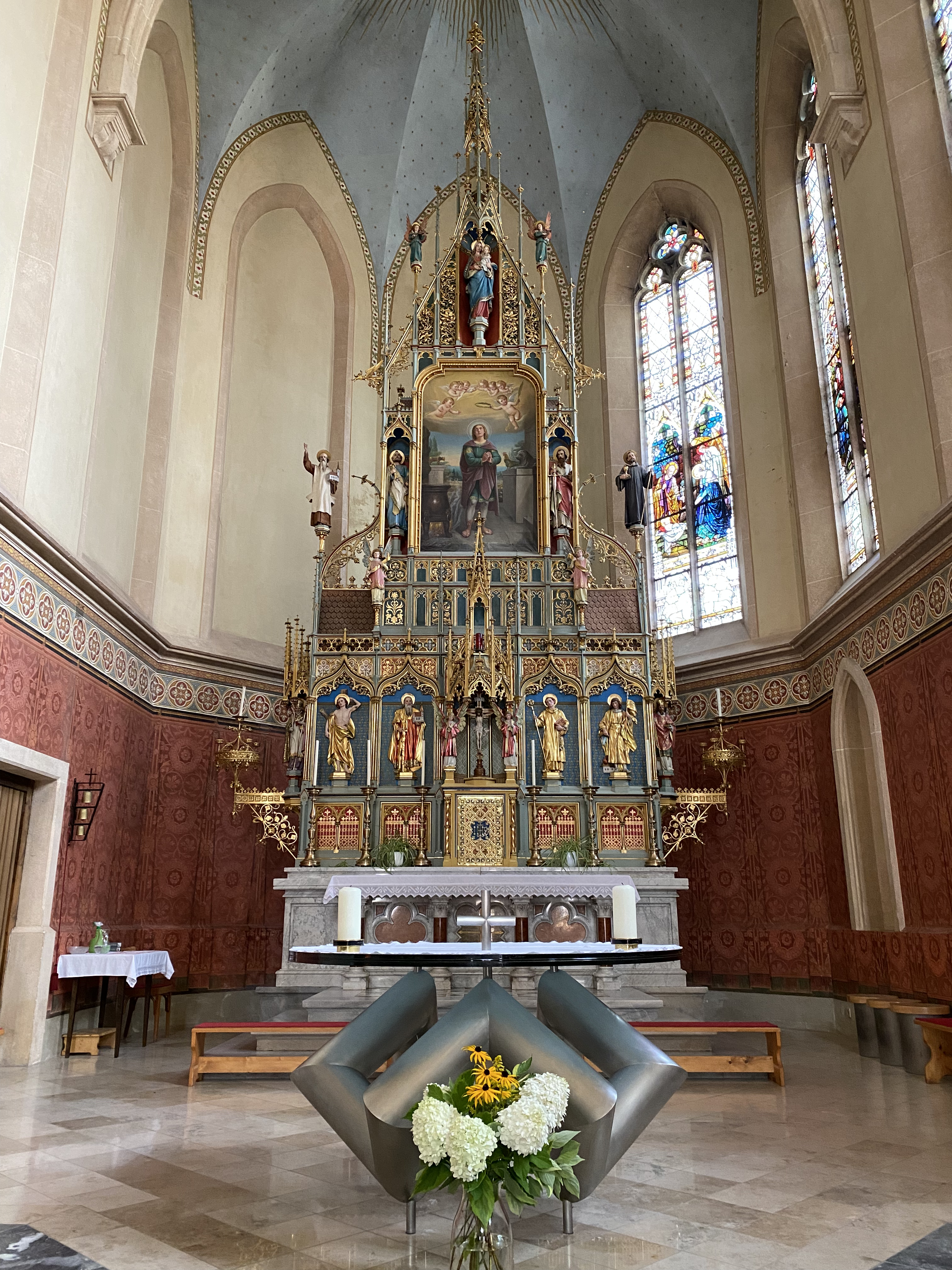
Volksaltar und Hochaltar
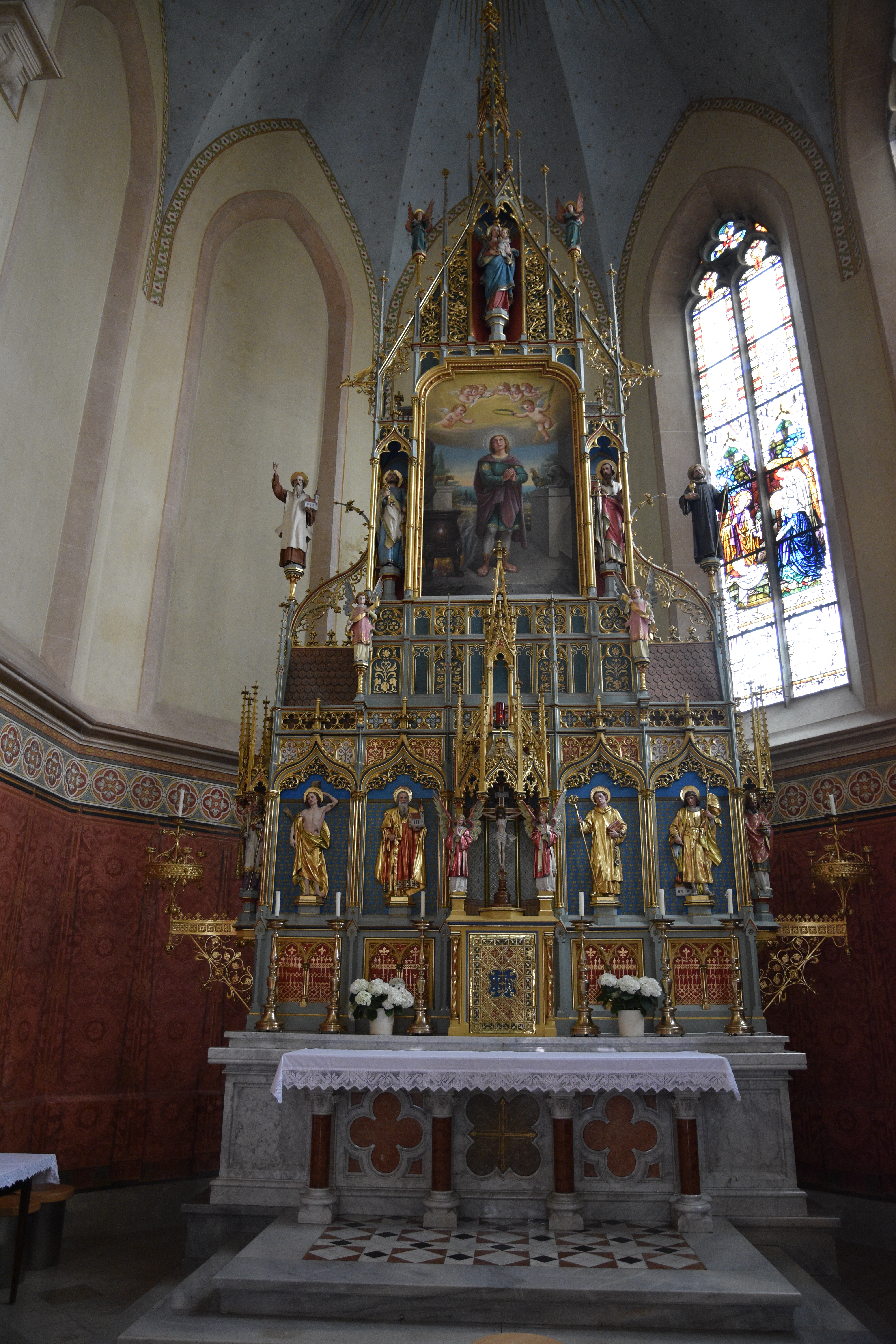
Hochaltar im Detail

#### Seitenaltäre und Kanzel
Die Seitenaltäre zeigen in Statuen links die hl. Anna mit ihrer Tochter Maria zwischen den hll. Märtyrerinnen Barbara und Katharina, rechts den hl. Josef mit dem Jesusknaben zwischen den hll. Papst Gregor und Erasmus. Am Korb der Kanzel sind in Halbreliefs die vier Evangelisten mit ihren Attributen dargestellt.

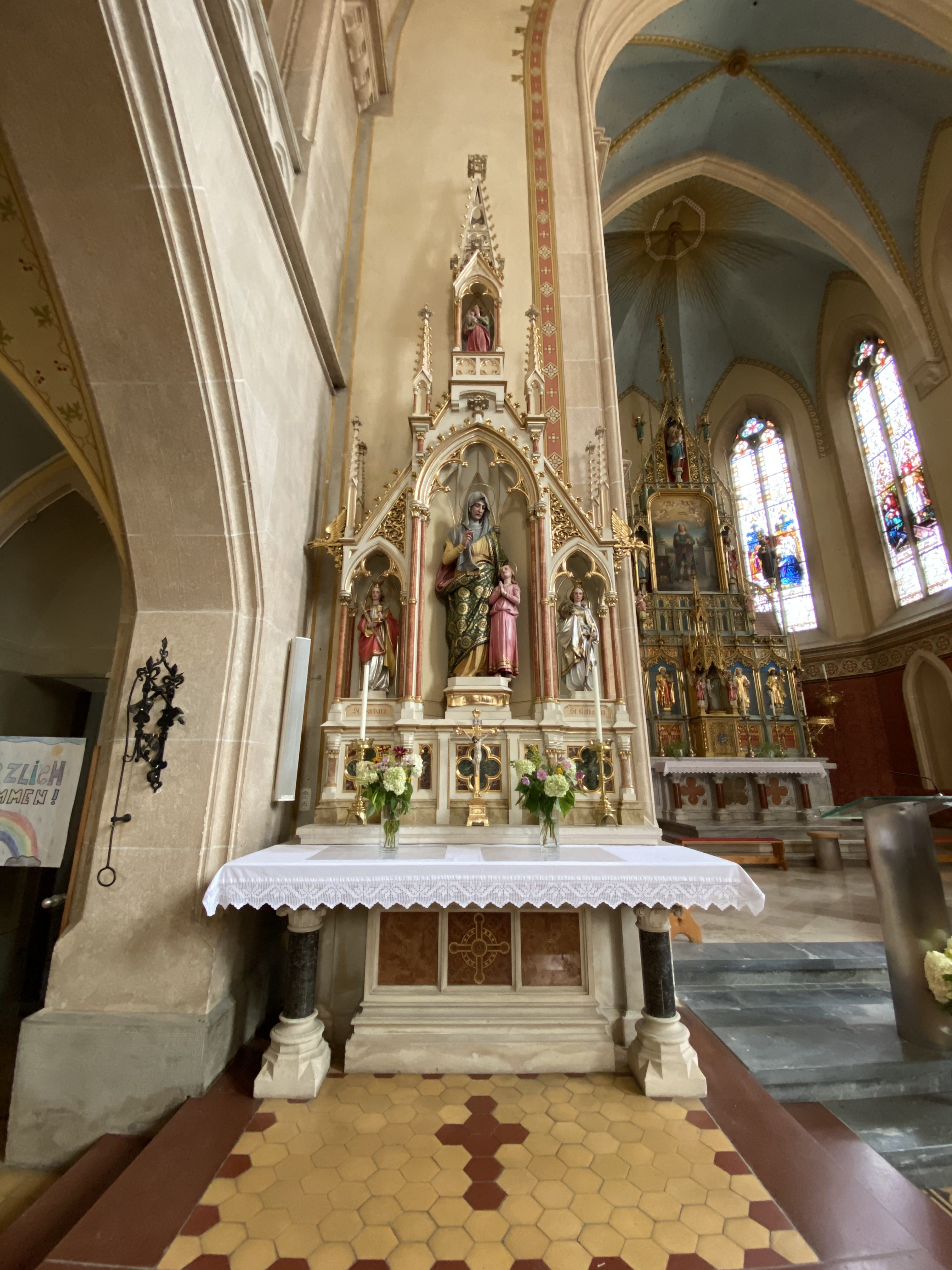
Linker Seitenaltar
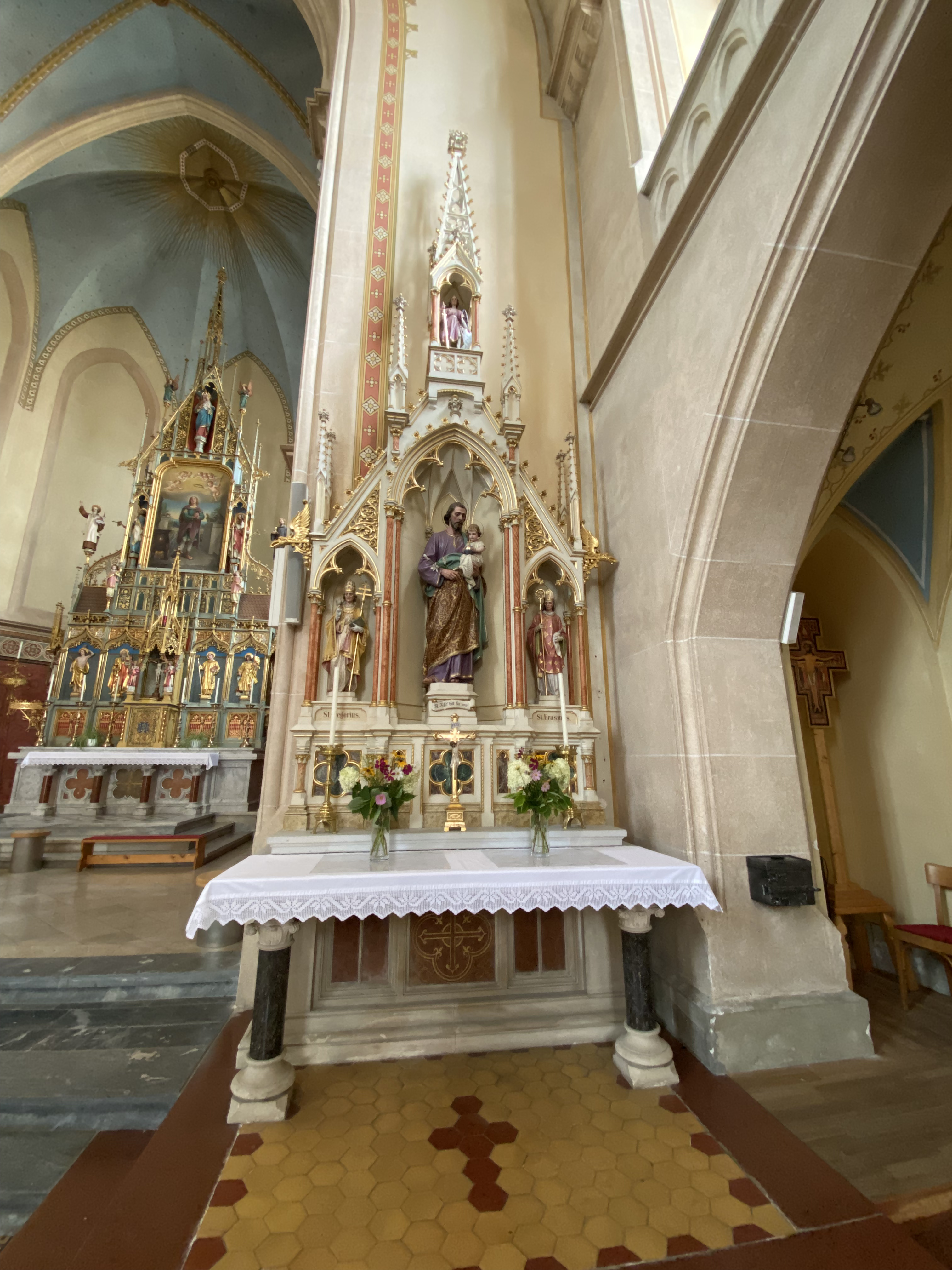
Rechter Seitenaltar
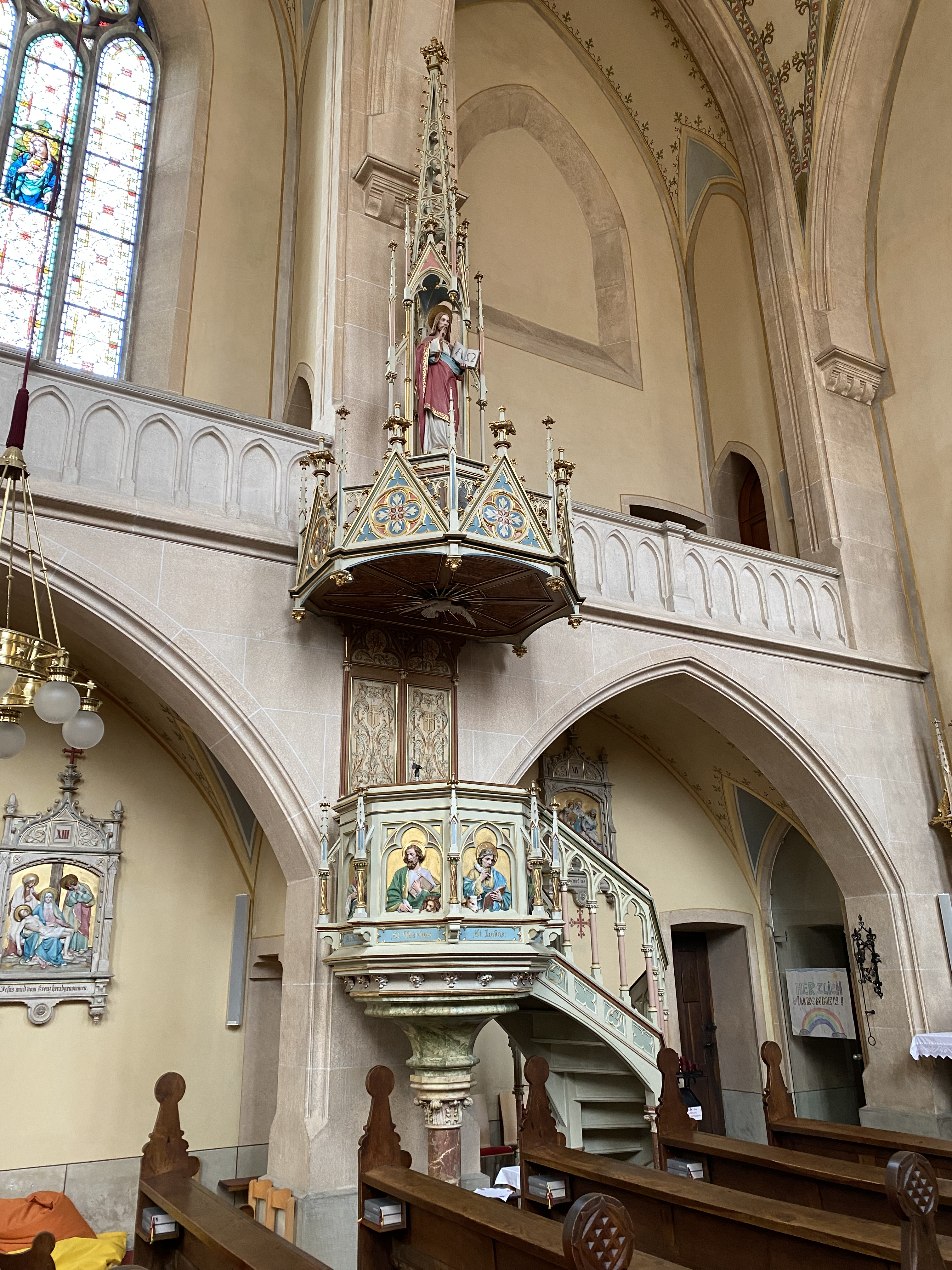
Kanzel

#### Sonstige Einrichtung
Zur neugotischen Ausstattung gehören weiters 14 plastische Kreuzwegstationen, der Taufstein unter der Orgelempore, die Orgel vom Orgelbauer Mauracher und die Glasfenster der Tiroler Glasmalerei. Dargestellt sind in den Fenstern im Chor die Christi Geburt, Auferstehung und die Emmausszene, sowie über der Orgel die hl. Cäcilia. In der vorderen rechten Seitenkapelle hängen Darstellungen des Herzens Jesu und des Herzens Mariens, dazwischen eine Statue der apokalyptischen Madonna als Siegerin über das Böse.

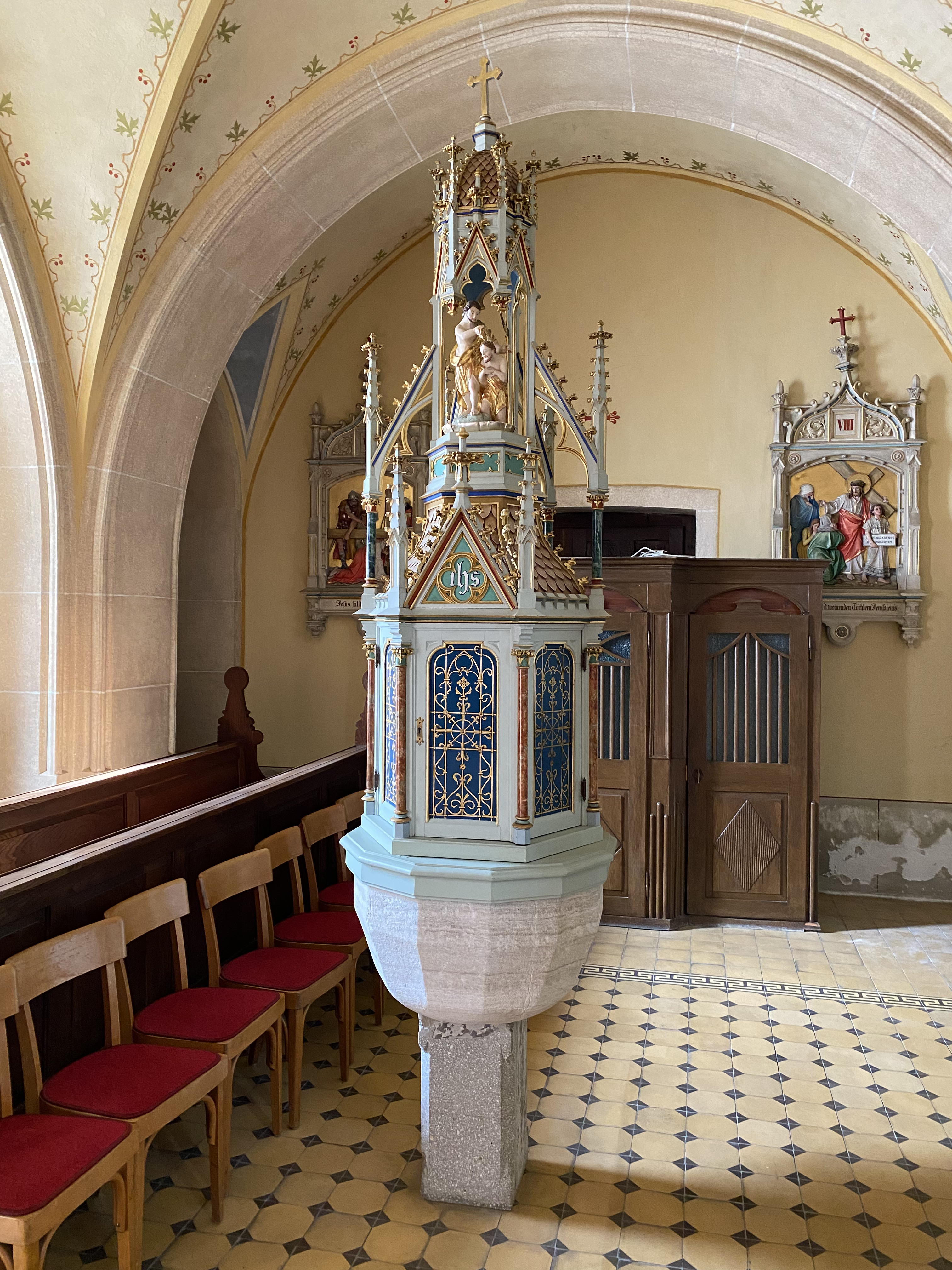
Taufstein
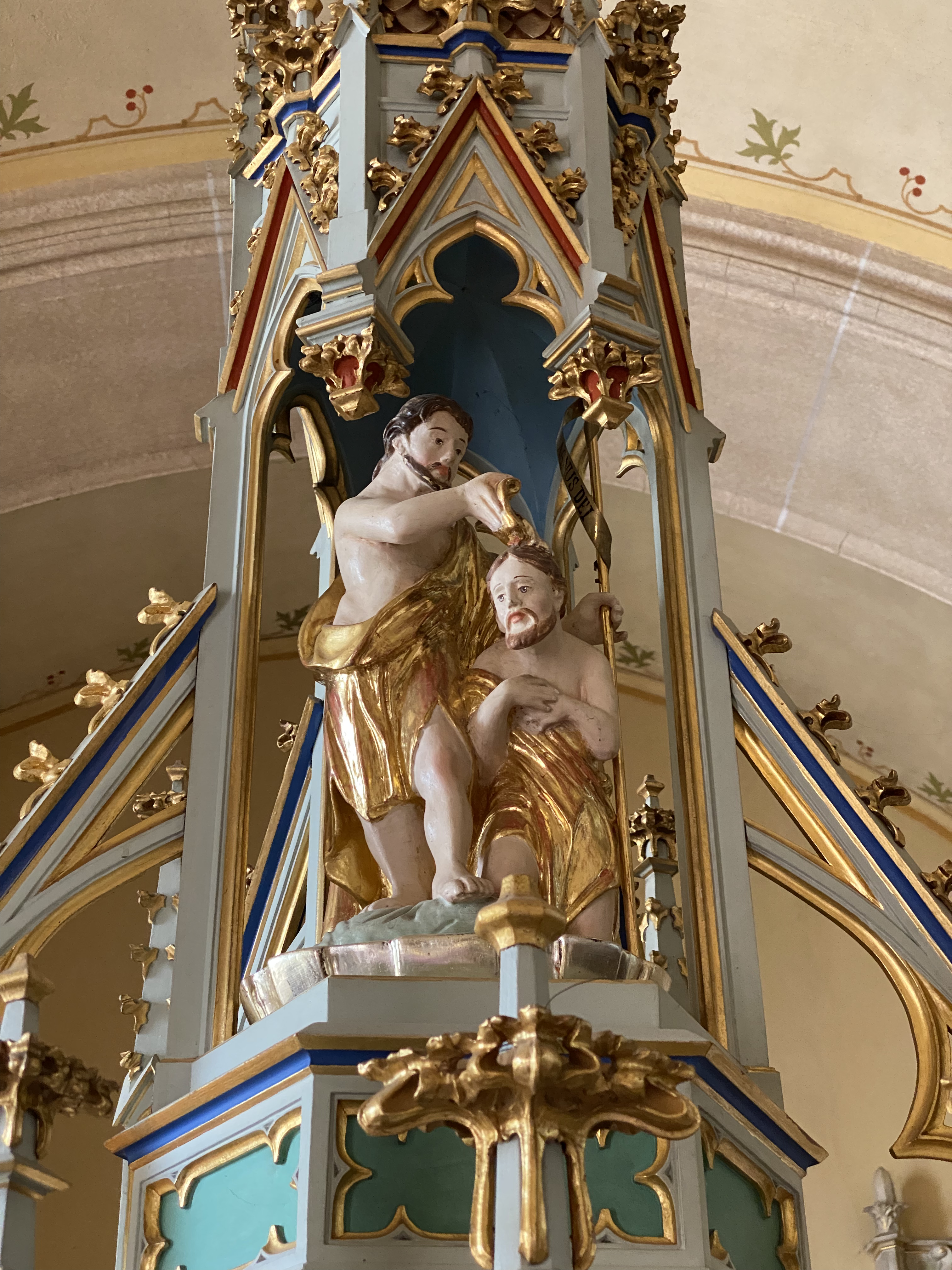
Aufsatz des Taufsteins im Detail

#### Glocken
Die Kirche verfügt über fünf Glocken, von denen vier aus der Zeit nach dem Zweiten Weltkrieg stammen:
| Nr. | Bezeichnung                   | Gussjahr | Gießer          |
| --- | ----------------------------- | -------- | --------------- |
| 1   | hl. Veit                      | 1949     | Pfundner (Wien) |
| 2   | Maria Verkündigung            | 1949     | Pfundner (Wien) |
| 3   | hl. Florian (Floriani)        | 1949     | Pfundner (Wien) |
| 4   | hl. Josef                     | 1949     | Pfundner (Wien) |
| 5   | Zügenglöcklein (Sterbeglocke) | 1661     |                 |

### Alte Kirche
Kunsthistorisch interessanter als die neugotische Pfarrkirche ist die "Altkirche", durch die man von der Sakristei aus oder durch eine Tür am Ende des linken Seitenschiffes in das noch romanische Turmuntergeschoß mit Flachkuppelgewöbe gelangt. Daran schließt östlich, getrennt durch ein schmiedeeisernes Gitter aus dem Jahr 1968/69, der auch von außen sichtbare zweijochige, im Fünfachtelschluss endende Chor an. Kräftige Halbrunddienste auf Wandvorlagen tragen das mit üppigem Rankenwerk verzierte Netzrippengewölbe. Die Fenster wurden bis auf das heute vermauerte Chorschlussfenster mit gotischem Maßwerk später barockisiert.

#### Fresken
Bei der in den Jahren 1968/69 stattgefundenen Renovierung konnten Fresken aus der Erbauungszeit der spätgotischen Kirche freigelegt werden. Bisher bekannt waren nur die an der Laibung zur Turmvierung angebrachten Darstellungen zur Legende des hl. Veit, nun wurden reiche Fresken auch im Chorraum entdeckt. Die in Secco-Technik aufgetragenen Malereien zeigen im Netzgewölbe eine vegetabil-ornamentale Rankenzier, in die am Chorschluss auch figurale Teile religiös-symbolischen Inhalt eingebunden sind. Hier finden sich auch verschiedene Wappendarstellungen, z. B. das Reichswappen, das Wappen von St. Lambrecht, sowie das der Steiermark, von Salzburg und Kärnten. Die figuralen Darstellungen zeigen Stifter- und Heiligenporträts, den Baumeister mit der Kelle sowie einen Hubertushirschen.

#### Altar
Der 14 Meter hohe barocke Säulenhochaltar von 1680 füllt in seinem dreiteiligen, streng symmetrischen Aufbau die Chorapsis voll aus. Das 1695 datierte Oberbild zeigt den von kaiserlichen Folterknechten Diokletians umlagerten hl. Veit in Kessel, im Himmel darüber halten Putti Kranz und Märtyrerpalme bereit. Das kleine Ovalbild darüber mit Gottvater und dem hl. Geist ergibt zusammen mit dem gekreuzigten Christus der zentralen Kreuzigungsgruppe die Darstellung der Heiligsten Dreifaltigkeit.
Jünger ist der Tabernakel des Judenburger Meisters Baltharsar Pfandstätter aus dem zweiten Viertel des 18. Jahrhunderts. Zum ursprünglichen Figurenbestand des Altares gehören wohl die Statuen der hll. Petrus und Paulus zuseiten der Kreuzgruppe sowie den hll. Bischöfen Lambert und Benedikt im Auszug, die an die damalige Zugehörigkeit der Pfarre zum Benediktinerstift St. Lambrecht erinnern. Bei der Themenwahl zur Darstellung des neugotischen Hochaltares hat man sich wahrscheinlich an dem barocken Vorgänger in der Altkirche orientiert. Als wertvollster Einrichtungsgegenstand gilt die spätgotische Schnitzgruppe der hl. Mutter Anna mit Maria und dem Jesusknaben, vermutlich ein Werk eines Bildhauers aus dem Kloster St. Lambrecht aus dem frühen 16. Jahrhundert.

#### Barocke Konsolfiguren
An den Seitenwänden stehen paarweise auf Konsolen spätbarocke Statuen rechts der hll. Barbara und Donatus, sowie von Hand geschnitzt, links der hll. Johannes der Täuer bzw. Johannes Nepomuk.